# اریک بارون (طراح)
اریک بارون (به انگلیسی: Eric Barone) (زادهٔ ۳ دسامبر ۱۹۸۷) توسعه‌دهنده بازی‌های ویدئویی، طراح بازی‌های ویدئویی، هنرمند، آهنگساز و نوازنده است. او بیشتر به‌خاطر ساخت بازی دره استاردیو معروف شده است.

## اوایل زندگی و تحصیلات
بارون در لس آنجلس به دنیا آمد و دوران کودکی خود را در آبورن، واشینگتن، حومه ای در منطقه شهری سیاتل گذراند. او از مجموعه بازی‌های داستان فصل‌ها به عنوان بازی مورد علاقه دوران کودکی خود یاد می‌کند که این علاقه حتی تا بزرگسالی با او باقی ماند. او در دانشگاه واشینگتن تاکوما تحصیل کرد و در سال ۲۰۱۱ در رشته علوم کامپیوتر فارغ‌التحصیل شد. بارون برنامه‌نویسی اولیه را تمرین کرده بود اما به ساخت بازی‌های ویدیویی به دید یک حرفه نمی‌نگریست. او که پس از فارغ‌التحصیلی از دانشگاه نتوانست شغلی پیدا کند، در ابتدا شروع به توسعه دره استاردیو برای تمرین برنامه‌نویسی در سی شارپ کرد و قصد داشت این بازی را در رزومه خود برای کارفرمایان بالقوه قرار دهد. بارون تا زمان انتشار آن در سال ۲۰۱۶ روزانه به عنوان تنها سازنده بازی روی آن کار می‌کرد. وی همچنین ۵ سال بعد، Haunted Chocolatier را معرفی کرد.